# Resolutie 764 Veiligheidsraad Verenigde Naties
'Resolutie 764 van de Veiligheidsraad van de Verenigde Naties werd unaniem aangenomen op 13 juli 1992.

## Achtergrond
In 1980 overleed de Joegoslavische leider Tito, die decennialang de bindende kracht was geweest tussen de zes deelstaten van het land. Na zijn dood kende het nationalisme een sterke opmars, en in 1991 verklaarden verschillende deelstaten zich onafhankelijk. Zo ook Bosnië en Herzegovina, waar in 1992 een burgeroorlog uitbrak tussen de Bosniakken, Kroaten en Serviërs. Deze oorlog, waarbij etnische zuiveringen plaatsvonden, ging door totdat er in 1995 vrede werd gesloten.

## Inhoud
De Veiligheidsraad:
- bevestigt de resoluties 713, 721, 724, 727, 740, 743, 749, 752, 758, 760, 761 en 762;
- waardeert het rapport van de secretaris-generaal;
- is ontstemd over de schending van het akkoord over de luchthaven van Sarajevo inter alia:
  - de terugtrekking van alle luchtafweergeschut in het bereik van de luchthaven;
  - de concentratie van alle artillerie, mortieren, grond-grondraketsystemen en tanks in met de UNPROFOR-vredesmacht afgesproken en geobserveerde gebieden;
  - de instelling van veiligheidscorridors tussen de luchthaven en de stad;
- is bezorgd om de veiligheid van het personeel van de Macht;
- erkent het schitterende werk dat de macht in Sarajevo doet in moeilijke en gevaarlijke omstandigheden;
- is zich bewust van de grote moeilijkheden bij luchtevacuaties;
- is verontrust over de situatie in Sarajevo;
- looft de moed van alle hulpverleners;
- betreurt dat de gevechten in Bosnië en Herzegovina blijven doorgaan;
- merkt op dat het heropenen van de luchthaven een eerste stap is in de instelling van een veiligheidszone rond Sarajevo;
- herinnert aan de Geneefse Conventies;
- benadrukt nogmaals de dringende nood aan een overeenkomst;

1. keurt het rapport van de secretaris-generaal goed;
2. geeft de Secretaris-Generaal toestemming om onmiddellijk bijkomende elementen van de Macht in te zetten om de luchthaven te beveiligen en hulpgoederen te leveren;
3. roept op de akkoorden van 5 juni na te leven en de vijandelijkheden onmiddellijk te staken;
4. looft de inspanningen en moed van de Macht;
5. eist dat alle partijen samenwerken met de vredesmacht en de hulporganisaties om luchtevacuaties in speciale humanitaire omstandigheden mogelijk te maken;
6. roept de partijen op samen te werken met de vredesmacht en de hulporganisaties om hulpgoederen te kunnen verdelen in andere delen van Bosnië en Herzegovina;
7. eist dat alle partijen de veiligheid van de vredesmacht verzekeren;
8. roept alle partijen op tot onderhandeling;
9. vraagt de secretaris-generaal in contact met de Conferentie over Joegoslavië te blijven en te helpen met het zoeken naar een oplossing;
10. bevestigt dat alle partijen gebonden zijn aan de Geneefse Conventies;
11. vraagt de secretaris-generaal verdere maatregelen om de verdeling van hulpgoederen te verzekeren op te volgen;
12. besluit om actief op de hoogte te blijven.

## Verwante resoluties
- Resolutie 761 Veiligheidsraad Verenigde Naties
- Resolutie 762 Veiligheidsraad Verenigde Naties
- Resolutie 769 Veiligheidsraad Verenigde Naties
- Resolutie 770 Veiligheidsraad Verenigde Naties

Lijst ·  726 ·  727 ·  728 ·  729 ·  730 ·  731 ·  732 ·  733 ·  734 ·  735 ·  736 ·  737 ·  738 ·  739 ·  740 ·  741 ·  742 ·  743 ·  744 ·  745 ·  746 ·  747 ·  748 ·  749 ·  750 ·  751 ·  752 ·  753 ·  754 ·  755 ·  756 ·  757 ·  758 ·  759 ·  760 ·  761 ·  762 ·  763 ·  764 ·  765 ·  766 ·  767 ·  768 ·  769 ·  770 ·  771 ·  772 ·  773 ·  774 ·  775 ·  776 ·  777 ·  778 ·  779 ·  780 ·  781 ·  782 ·  783 ·  784 ·  785 ·  786 ·  787 ·  788 ·  789 ·  790 ·  791 ·  792 ·  793 ·  794 ·  795 ·  796 ·  797 ·  798 ·  799